# Anton Vramec
Anton (ali Antun, tudi Antol) Vramec, slovensko-hrvaški duhovnik in pisatelj, * 1538, † 1587/8.
Napisal je prvo zgodovinsko knjigo v slovenščini. To je bila tudi druga knjiga, napisana v kajkavskem narečju, poleg tega je bil eden od utemeljiteljev kajkavske književnosti.

## Življenje
Vramec se je rodil v okolici Ormoža in umrl v Varaždinu. Teologijo je študiral na Dunaju in kasneje še v Rimu. Leta 1567 se je preselil v Zagreb, kjer je postal kanonik. Leta 1571 je postal arhidiakon v Becsehelyju. Leta 1573 se je preselil v Varaždin, kjer je prav tako opravljal poklic arhidiakona. Prihod Antona Vramca v Varaždin je zaznamoval nastanek varaždinskega literarnega kroga, kateremu je Vramec sam pripadal.
Od leta 1578 do 1580 je bil duhovnik v Brežicah, od leta 1580 do 1582 pa arhidiakonakon v Dubicah. Leta 1582 so mu bile odvzete vse dolžnosti duhovnika. Kljub njegovemu naprednemu razmišljanju se nikdar ni povezoval s protestantskimi gibanji.

## Delo
Prvo Vramčevo delo je bila svetovna kronika z naslovom Kronika vezda znovich zpravliena Kratka Szlouenzkim iezikom, ki je izšla v Ljubljani (Laibach) leta 1578. To je bilo prvo poljudno zgodovinsko delo, napisano v slovenščini v habsburških deželah. Leta 1586 je Vramec v Varaždinu izdal knjigo pridig in komentarjev z naslovom Postilla po nedelne i po godovne dni na vse leto vezda znovič spravljena po Antonu Vramcu Svetoga pisma doktoru i cirkve varaždinske plebanušu. Obe knjigi je natisnil Janž Mandelc. Da bi zatrl liturgične knjige, ki jih je izdala protestantska reformacija, je Vramec v svojih delih namerno uporabljal preprost jezik, ki ga je govorilo prebivalstvo Slavonije.  Možno je, da je bila Vramčeva Postilla objavljena leta 1586 v Varaždinu po naročilu Juraja Draškovića, škofa rimskokatoliške nadškofije v Zagrebu, ki je odredil objavo novih knjig, s katerimi bi oporekal spisom Mihajla Bučića.
1544. Grad Velika zauiet be od Turkou, izdan od nekih kmeticheu.

 1545. Turczi robili zu na ſlouenieh, terze zouo Petrouzki ali Kraleuzki Turczi. Miklouuſa Zrinſzkoga Bana Szlouenſzkoga, pod Konſzkim Turczi razbiſse i porobiſse dozta. Opet na Kraincze, pole latnechko, oberh Koztanieuicze poleg vode Kerke, Turczi porobiſe i odpelaſse dozta liudi. Grad Moiſzlauinu ieſzu ouoleto Turzy vzeli.
1556. Zygetgrad obſzedoſse veliku mochiu Turczy, terti eruati iako pocheſse. Da dobri Vitez i Kapitan Marko Horuat, ſzile i iakozti Turſzkoi obderſa grada Zigeta. Ferdinand Herczeg Bechky zin Kralia Ferdinanda, z uoizku dole g Bobouiſchu doide i opet odze grada Bobouiſche od Turkou i oſztale okoli gradi.
Koſztaniczu grad Turczi zauieſse, Zdal ie Grada neky Nemecz Loztohar, ky ie bil Kapitan v Gradu, za peneze Turkom, zkoteroga grada vſza Horuaczka zemlia opuſzte i Szlouenſzka.
1566. Soliman Turſzky Czar na Vogreh zuoiſzku i ſzylu veliku i nezgouornu doide, i Grad mochni i terdny Zyget podszede, vkom grade ie bil Goſzp: Miklouus Zrinzky Groff, Kapitan. Czar vze grada i Zrinſzky Miklouus onde v gradu poginu i vmorien be za veru Kerſzanzku u dober iaki i mochna zercza Vitez: Glauu odſzekſy niegoun Turczy, poſztaſe Maximilianu Czeſzaru v Tabor.

 1566. Szoliman Czar takaiſe pod Zygetom vmre Mahumetu ſzuoiemu da vruku Duſu. Szultan Szelim po ſzuoiem Oteze Szolimane, Turfzky i Czarigradzky Czar posta, gda bi bil ſztar cheterdeſzet i due lete od Ottomanſzkoga pokolenia.